# アーサー・ヒル
アーサー・ヒル（Arthur Hill、1922年8月1日 - 2006年10月22日）は、トニー賞を受賞したカナダの舞台俳優、映画俳優。

## 生涯
サスカチュワン州メルフォード生まれ。一番知られているのは、英国、米国での舞台、映画、そしてテレビでの活躍である。ブリティッシュコロンビア大学に入学後、ワシントン州シアトルで演技の勉強を続けていた。
第2次世界大戦中は王立カナダ空軍に所属。終戦後、ブリティッシュコロンビア大学に復学し法律を勉強するが、舞台の魅力は忘れがたかった。
1963年、オリジナルのブロードウエイ劇『バージニア・ウルフなんかこわくない』でジョージ役でトニー賞最優秀男優賞を獲得。（共演はユタ・ハーゲン）
彼の最も知られている映画は、マイケル・クライトン原作の映画化『アンドロメダ…』(1971年）でのジェレミー・ストーン博士役である。他の映画主演作には『動く標的』(1966年)、『未来世界』(1976年）などがある。
彼はアルツハイマー病との長い闘いの末にカリフォルニア州パシフィック・パリセーヅの介護施設で亡くなった。84歳であった。

## 主な出演作品

### 映画
- 僕は戦争花嫁 I Was a Male War Bride (1949) クレジットなし
- 愛情は深い海のごとく The Deep Blue Sea (1955)
- 若き医師たち The Young Doctors (1961)
- 侵略 The Ugly American (1963)
- その日その時 Moment to Moment (1966)
- 動く標的 Harper (1966)
- 華やかな情事 Petulia (1968)
- 0の決死圏 The Chairman (1969)
- もうひとりの男 The Other Man (1970) テレビ映画
- 走れウサギ Rabbit, Run (1970)
- 幸せをもとめて The Pursuit of Happiness (1971)
- 大統領のスキャンダル Vanished (1971) テレビ映画
- アンドロメダ… The Andromeda Strain (1971)
- キラー・エリート The Killer Elite (1975)
- 未来世界 Futureworld (1976)
- 遠すぎた橋 A Bridge Too Far (1977)
- チャンプ The Champ (1979)
- リエル Riel (1979) テレビ映画
- リトル・ロマンス A Little Romance (1979)
- 新・明日に向って撃て! Butch and Sundance: The Early Days (1979)
- ステップフォード・タウンの謎 Revenge of the Stepford Wives (1980) テレビ映画
- 帰って来た名探偵フランク・キャノン The Return of Frank Cannon (1980) テレビ映画
- ダーティ・トリック Dirty Tricks (1981)
- ザ・アマチュア The Amateur (1981)
- メーキング・ラブ Making Love (1982)
- 何かが道をやってくる Something Wicked This Way Comes (1983) ナレーター
- メカノイド2VR Prototype (1983) テレビ映画
- さよならバディ/愛と感動の盲導犬物語 Love Leads the Way: A True Story (1984) テレビ映画
- ガーディアン The Guardian (1984) テレビ映画
- マーダー・イン・スペース Murder in Space (1985) テレビ映画
- クリスマスに届いた愛 One Magic Christmas (1985)
- 新・弁護士ペリー・メイスン/罠 Perry Mason: The Case of the Notorious Nun (1986) テレビ映画
- ブレイク・エドワーズの ファイン・メス!! A Fine Mess (1986) クレジットなし

### テレビドラマ
- ヒッチコック劇場 Alfred Hitchcock Presents (1959-1960)
- 弁護士プレストン The Defenders (1961-1964)
- FBIアメリカ連邦警察 The F.B.I. (1966-1969)
- ネーム・オブ・ザ・ゲーム The Name of the Game (1970)
- ドクター・ウェルビー Marcus Welby, M.D. (1971-1974)
- Owen Marshall, Counselor at Law (1971-1974)
- 大草原の小さな家 Little House on the Prairie (1976)
- グリッター Glitter (1984-1985)
- ジェシカおばさんの事件簿 Murder, She Wrote (1984-1990)